# Miroslav Vlach
Miroslav Vlach, češki hokejist, * 19. oktober 1935, Český Těšín, Moravskoslezský, Češka, † 8. december 2001, Češka.
Vlach je igral za klub HC Vítkovice v češkoslovaški ligi. Za češkoslovaško reprezentanco je igral na dveh olimpijskih igrah, kjer je bil dobitnik po ene bronaste medalje, ter več svetovnih prvenstvih, kjer je bil dobitnik ene srebrne in treh bronastih medalj.
Leta 2010 je bil sprejet v Češki hokejski hram slavnih.